# Junction (Texas)
Junction település az Amerikai Egyesült Államok Texas államában, Kimble megyében, melynek megyeszékhelye is. Lakosainak száma 2451 fő (2020. április 1.).

## Népesség
A település népességének változása:

| 2010 | 2 574 |
| 2020 | 2 451 |